# Anco
Anco Software, parfois connu sous le nom Anco, était une société d'édition et de distribution de jeux vidéo anglaise fondée en 1982 et dissoute le 20 mai 2003 à la suite du décès du propriétaire, Anil Gupta. Pendant un temps certains des développeurs de l'équipe d'Anco formèrent Floodlit Software spécifiquement pour poursuivre le développement de patchs pour Player Manager 98, Player Manager 2003 et Kick Off 2002. Parallèlement ceux-ci ont développé pour Beautiful Game Studios une génération de jeux Championship Manager pour la compagnie Eidos.

## Histoire
Anco Software commence à publier des titres sur VIC 20, Commodore 64 et ZX Spectrum dès 1982 sous le nom Anirog Software jusqu'en 1985. Le hit principal d'Anco arrivera en 1988 avec Kick Off sur Atari ST et Amiga qui est parvenu au premier rang dans les palmarès de ventes. L'année suivante Anco publie Kick Off 2 qui atteindra le statut de jeu culte, puisqu'il est encore joué en tournoi amicaux jusqu'à ce jour. C'est également l'année où Anco publiera le premier épisode de sa franchise de simulation de gestion d'équipe de football Player Manager qui, s'il ne parvient pas à rejoindre un aussi grand public, s'impose dans son domaine comme une référence. Le succès de Kick Off atteindra des sommets avec l'arrivée de Nintendo et Sega en Europe et la sortie de Super Kick Off sur leurs consoles respectives.
Avant le décès de son propriétaire et sa fermeture subséquente, Anco aura été mêlé au développement et à la distribution de jeux sur PS2, PC, GBA, PlayStation, Game Boy, Mega Drive, SNES, Amiga, Atari ST, C64, Spectrum 48K et Amstrad CPC. De tous leurs jeux "Player Manager 2002" (PlayStation) et "Sven Goran Eriksson's World Challenge" (PlayStation) ont été leurs titres les plus vendus.

## Jeux

### Publiés par Anco

#### Années 1980
| Titre                 | Année | Plateformes                                                                     |
| --------------------- | ----- | ------------------------------------------------------------------------------- |
| Cavern Fighter        | 1982  | VIC-20                                                                          |
| Pharaoh's Tomb        | 1982  | VIC-20                                                                          |
| Missile Defence       | 1983  | ZX Spectrum                                                                     |
| Skramble              | 1983  | Commodore 64, VIC-20                                                            |
| Slap Dab              | 1983  | VIC-20, ZX Spectrum                                                             |
| P.C. Fuzz             | 1984  | Commodore 64                                                                    |
| SLAP-SHOT! Hockey     | 1984  | Amstrad CPC, Commodore 64, MSX                                                  |
| Zaga Mission          | 1984  | Commodore 64                                                                    |
| Harrier Mission       | 1985  | Amiga, Amstrad CPC, Atari 8-bit, Atari ST, Commodore 64, MSX                    |
| Magic Madness         | 1985  | Commodore 64                                                                    |
| Thai Boxing           | 1986  | Amiga, Amstrad CPC, Atari ST, Commodore 128, Commodore 64                       |
| Esmerald Mine 2       | 1987  | Amiga                                                                           |
| Grid Start            | 1987  | Amiga                                                                           |
| Jump Jet              | 1987  | Amiga                                                                           |
| Karate King           | 1987  |                                                                                 |
| Las Vegas             | 1987  | Commodore                                                                       |
| Tiebreaker            | 1987  | Commodore 64                                                                    |
| Highway Hawks         | 1988  | Amiga                                                                           |
| Karting Grand Prix    | 1988  | Amiga, Atari ST                                                                 |
| Maria's Xmas Box      | 1988  | Amiga, Atari ST, Commodore 64, MSX                                              |
| Quantox               | 1988  | Amiga                                                                           |
| Strip Poker 2 Plus    | 1988  | Amiga, Amstrad CPC, Atari ST, MSX, ZX Spectrum                                  |
| Kick Off              | 1989  | Amiga, Amstrad CPC, Atari 8-bit, Atari ST, Commodore 64, NES, SNES, ZX Spectrum |
| Kick Off Extra Time   | 1989  | Amiga, Atari ST                                                                 |
| Rally Cross Challenge | 1989  | Amiga, Amstrad CPC, Atari ST, Commodore 64, DOS, ZX Spectrum                    |

#### Années 1990
| Titre                              | Année | Plateformes                                                  |
| ---------------------------------- | ----- | ------------------------------------------------------------ |
| Deathbots                          | 1990  | Amiga                                                        |
| Death Trap                         | 1990  | Amiga, Atari ST                                              |
| Kick Off 2                         | 1990  | Amiga, Amstrad CPC, Atari ST, Commodore 64, DOS, ZX Spectrum |
| Kick Off 2: Giants of Europe       | 1990  | Amiga                                                        |
| Player Manager                     | 1990  | Amiga, Atari ST                                              |
| Football Crazy Challenge           | 1991  | Amiga, Atari ST                                              |
| Kick Off 2: Return To Europe       | 1991  | Amiga, Atari ST                                              |
| Kick Off 2: The Final Whistle      | 1991  | Amiga, Atari ST                                              |
| Kick Off 2: Winning Tactics        | 1991  | Amiga, Atari ST                                              |
| Tip Off                            | 1992  | Amiga, Atari ST, DOS                                         |
| Fantasy Manager: The Computer Game | 1994  | Amiga                                                        |
| Kick Off 3                         | 1994  | Amiga, DOS, Genesis, SNES                                    |
| Player Manager 2                   | 1995  | Amiga, DOS                                                   |
| Kick Off 96                        | 1996  | Amiga, DOS, Windows                                          |
| Player Manager 98/99               | 1999  | DOS, PlayStation, Windows                                    |

### Jeux développés par Anco

#### Années 1980
| Titre                | Année | Plateformes                      |
| -------------------- | ----- | -------------------------------- |
| Cavern Fighter       | 1982  | VIC-20                           |
| Pin point            | 1986  | Commodore                        |
| Strip Poker          | 1986  | Commodore, ZX Spectrum, Atari ST |
| Demolition           | 1987  | Commodore                        |
| Flight Path 737      | 1987  | Amiga                            |
| Taekwondo            | 1987  | Amiga                            |
| Terra Nova           | 1987  | Commodore                        |
| The Kingdom of Krell | 1987  | ZX Spectrum                      |
| Trivia Trove         | 1987  |                                  |
| Tournament Snooker   | 1987  | Commodore 64                     |
| Diamonds             | 1988  | Amiga                            |
| Face Off             | 1989  | Amiga                            |

#### Années 1990
| Titre                                       | Année | Plateformes                                            |
| ------------------------------------------- | ----- | ------------------------------------------------------ |
| The Ball Games Pack                         | 1991  | Commodore 64                                           |
| Super Kick Off                              | 1991  | Game Boy, Game Gear, Genesis, SEGA Master System, SNES |
| Award Winners                               | 1992  | Amiga, Atari ST, DOS                                   |
| Box Twenty: Twenty Sports Games In One Pack | 1992  | Commodore 64                                           |
| Das Amiga Sport Pack                        | 1993  | Amiga                                                  |
| Golden 10                                   | 1995  | DOS                                                    |
| Kick Off 97                                 | 1997  | DOS, Windows                                           |
| Kick Off 98                                 | 1997  | DOS, Windows                                           |
| Multi Sports 98                             | 1997  | Windows                                                |
| Hallo 2! 50 Spiele Hits                     | 1998  | DOS, Windows                                           |
| Kick Off World                              | 1998  | PlayStation                                            |
| Silver Games 1                              | 1998  | DOS, Windows                                           |

#### Années 2000
| Titre                                 | Année | Plateformes                         |
| ------------------------------------- | ----- | ----------------------------------- |
| Alex Ferguson's Player Manager 2001   | 2000  | PlayStation, PlayStation 2          |
| Player Manager 2000                   | 2000  | PlayStation, Windows                |
| Kick Off 2002                         | 2002  | Macintosh, Windows                  |
| Sven-Göran Eriksson's World Challenge | 2002  | PlayStation, PlayStation 2, Windows |
| Sven-Göran Eriksson's World Manager   | 2002  | PlayStation, PlayStation 2, Windows |

### Jeux distribués par Anco
| Titre                 | Année | Plateformes                                             |
| --------------------- | ----- | ------------------------------------------------------- |
| Bonco                 | 1986  | Commodore                                               |
| Space Pilot           | 1986  | Commodore                                               |
| Cruncher Factory      | 1987  | Amiga                                                   |
| Escape frome Paradise | 1987  | Commodore 64                                            |
| Phalanx               | 1987  |                                                         |
| Sky Fighter           | 1987  | Amiga, Atari ST                                         |
| Rally Cross Challenge | 1989  | Amiga, Amstrad CPC, Atari ST, Commodore 64, ZX Spectrum |
| Elite                 | 1991  | Nes                                                     |